# Witów (województwo śląskie)
Witów – wieś w Polsce położona w województwie śląskim, w powiecie zawierciańskim, w gminie Irządze.
W latach 1975–1998 miejscowość należała administracyjnie do województwa częstochowskiego.